# Віта Секвілл-Вест
Віта Секвілл-Вест (англ. Vita Sackville-West, [ˈvɪ-tə ˈsæk-ˌvɪl-wɛst]; 9 березня 1892, Ноул-хаус, Кент, Велика Британія — 2 червня 1962, Сіссінгхерст, Кент, Велика Британія) — англійська поетеса, письменниця, аристократка, садівниця та журналістка. Володарка почесного ступеня доктора словесності, мирова суддя (J. P.). Авторка понад 40 книг (проза і поезія, подорожні нотатки і біографії, історичні твори та книги про садівництво).
Її поема «Земля» отримала британську літературну Готорнденську премію в 1926 році. Вдруге Секвілл-Вест отримала цю нагороду за книгу «Вибрані вірші» в 1933 році, єдиною з письменників отримавши її двічі. У 1948 році нагороджена Орденом Кавалерів Пошани за заслуги в літературі. Створений нею сад Сіссінгхерст є одним з найвизначніших шедеврів садового мистецтва Англії (Категорія I в Реєстрі Англійської спадщини).
Проте Віта Секвілл-Вест відома не лише літературними працями, як яскравим особистим життям. Особливу популярність здобули її стосунки з письменницями Вайолет Трефусіс та Вірджинією Вульф.
Народившись в еру правління королеви Вікторії, провівши юність за правління Едварда VII, досягнувши зрілості у період модернізму, Секвілл-Вест була однією з найяскравіших представниць зміни епох в англійській історії.
Повне ім'я — Вікторія Мері Секвілл-Вест, Високоповажна леді Ніколсон, член Кавалерів Ордена Пошани (англ. Victoria Mary Sackville-West, The Hon Lady Nicolson, Ордена Кавалерів Пошани (CH)).

## Походження

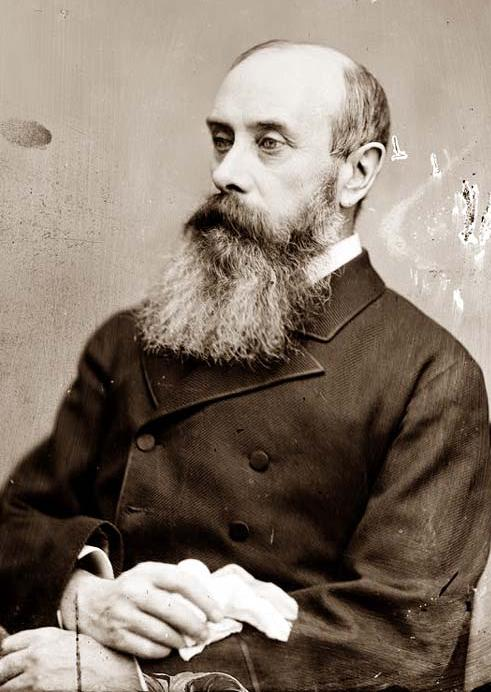
Лайонел Саквілл-Вест 2-й барон Секвілл (дід Віти)

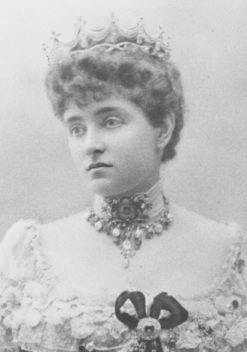
Вікторія Секвілл-Вест (мати Віти)

Вікторія Марія походила з англійського аристократичного роду баронів Секвіллів. Родина Секвілл-Вест утворилася, коли в 1843 році з королівської ліцензії прадід Віти, Джордж Джон Вест, 5-й граф Де Ла Варр, додав до свого імені прізвище дружини — Елізабет Секвілл, баронеси Бакгерст з роду герцогів Дорсета. Елізабет Секвілл була нащадком короля Англії Генріха III з династії Плантагенетів.
У зв'язку з відсутністю спадкоємців по чоловічій лінії титул герцогів Дорсета згас. Потрібно було вирішити, кому перейде їх власність. За угодою, вона була розділена між родиною Вестів та сином Елізабет — Мортімером Секвілл-Вестом, двоюрідним дідом Віти. У числі іншого до Мортимеру відійшов маєток Дорсетів — Ноул-хаус в Кенті. За віддану службу королівського двору Мортімеру в 1876 році був подарований спадковий титул барона Секвілла, і Ноул-хаус став постійною резиденцією роду.

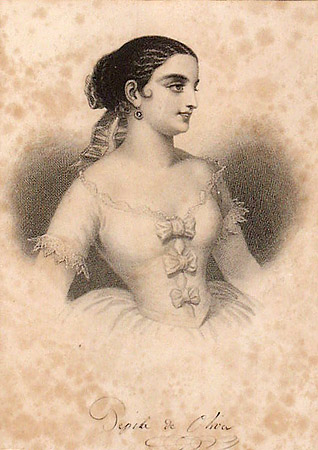
Хозефа Дуран (Пепіта), бабуся Віти

Ще не знаючи про майбутнє спадкування баронства і величезного маєтку, наприкінці 1840-х брат Мортімера, Лайонел (дід Віти), завів роман з іспанською танцюристкою Хосефою Дюран і Ортега на прізвисько Пепіта. Дочка Педро Дурана, перукаря з Малаги, Пепіта збирала аншлаги на сценах Франції і Німеччини, затьмарюючи навіть славу Лоли Монтез. Порушивши ланцюжок аристократичних шлюбів, Лайонел одружився з Пепітою. Шлюб не був визнаний через попередній шлюб Пепіти з танцюристом Хуаном де Оліфою. Тим не менш, вони прожили разом до її смерті, барон завжди представляв її як свою дружину і зареєстрував дітей законнонародженими (що пізніше було анульовано). Серед їх дітей була і Вікторія Жозефа Секвілл-Вест, мати Віти.
Скандальний зв'язок англійського аристократа та іспанської танцюристки не дозволяв сім'ї переїхати до Великої Британії. Вікторія була змушена жити в Аркашоні на південному заході Франції з матір'ю, тим часом як її батько робив кар'єру. Після смерті Хосефи Дюран у 1871 році Вікторія виховувалася в одному з паризьких монастирів. Лише у 18 років вона з'явилася, нарешті, в Англії, зустрілася зі своєю аристократичною ріднею і вийшла у світ.
Швидко освоївшись, з суто іспанським темпераментом, успадкованим від Пепіти, Вікторія почала освоювати вищий світ. Вирушивши у 1881 році з батьком до США, куди його призначили міністром, вона здійснила там фурор. Банкір Джон Морган і президент Честер Алан Артур були серед її шанувальників. Вона отримувала численні пропозиції шлюбу як від іноземних аристократів і американських мільйонерів, так і від британських дипломатів (серед яких майбутні великі політики Чарльз Гардінг та Сесіл Спрінг-Райс). Але Вікторія мала свої плани. Після повернення до Англії вона в 1890 році одружилася з Лайонелом Едвардом Секвілл-Вестом, двоюрідним братом, майбутнім 3-м бароном Секвіллом. Запанувавши в Ноул-хаусі, цілком віддалася великосвітському життю, заводячи численні знайомства, не соромлячись у вирішенні грошових питань та задоволення примх.
Віта була справжньою спадкоємицею своїх пращурів. З одного боку домувальниця, всім серцем прив'язана до дому, якому присвятила величезну кількість сил і турботи, з іншого — любителька подорожей з поривом від'єднатися від батьківщини, усвідомити себе. Традиційна представниця ери Едуарда VII з давнього аристократичного роду: розкішна жінка, талановита літераторка, вишукана садівниця, мати двох дітей, яка прожила у шлюбі з чоловіком майже 50 років. З іншого боку — жінка з темпераментом, чиї скандальні любовні романи розбурхували суспільство і досі затьмарюють її внесок у літературу.

### Генеалогічне древо
Фрагмент:

## Життєпис

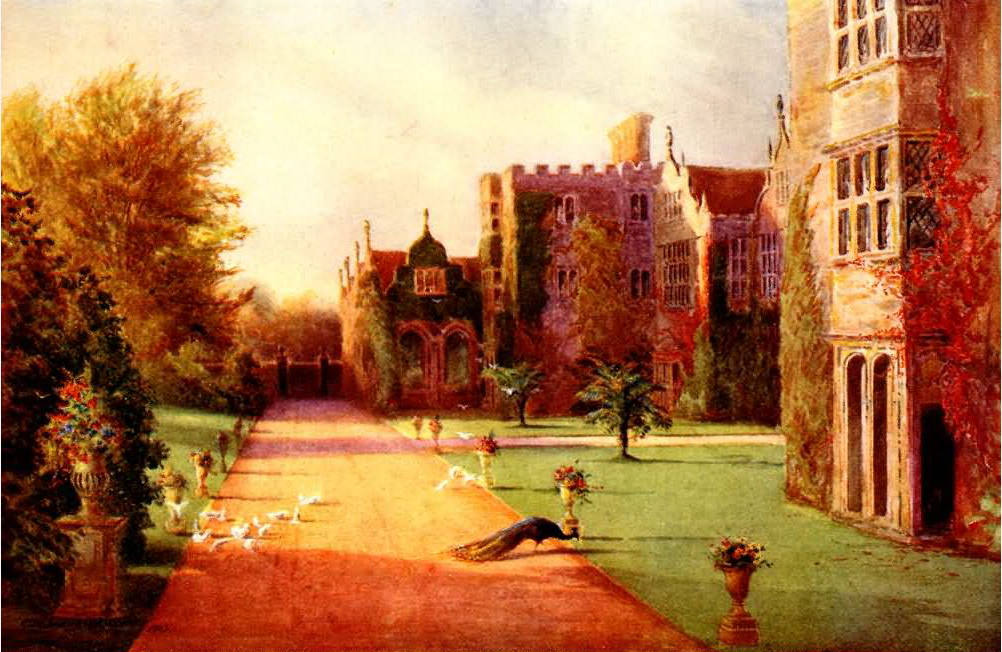
Ноул-хаус, родовий маєток

Едвардіанська епоха, безтурботна «золота доба» — короткий період царювання Едварда VII до Першої світової війни, коли аристократія могла насолоджуватися вершками культурного і технічного прогресу, філософськими суперечками і подорожами.

Віта Секвілл-Вест народилася 9 березня 1892 року о 4:15 ранку в Ноул-хаусі і важила при народженні 7,5 фунтів (3,4 кг).
Її зовнішність вражала незвичайною сумішшю жіночності та маскулінності: немов леді Чаттерлей і її коханець з'єдналися докупи.
|                                                 | У неї були дуже товсті брови і дуже темні очі; на щоках проступав сильний рум'янець, і вона навіть не намагалася приховати вельми помітні вусики, про які з такою любов'ю згадувала Вірджинія (Вулф). На ній були важкі сережки і тонка нитка перлів, яка губилася в мереживний блузі, а поверх — чудовий оксамитовий жакет, в той час як її ноги, про які місіс Вулф говорила, що вони викликають у пам'яті стовбури міцних дерев, були одягнені в єгерські бриджі й високі черевики зі шнурівкою до колін. |
| — Пітер Кеннел, спогади, пов'язані з 1936 роком | |

З дитинства Віта мріяла бути чоловіком, що проявлялося через її надзвичайну енергійність, багатство натури і схильність до авторитаризму. Але її прагнення мали практичну основу: чоловічий одяг вона носила, бо він зручний, а шкодувала, що не чоловік, через відсутність права на спадкування родового маєтку.
Для неї не існувало відмінності між гетеросексуальним та гомосексуальним коханням. Щодо своїх пристрастей і бажань вона завжди залишалася гранично чесна і не відчувала жодних сумнівів.
1 жовтня 1913 року після трьох років знайомства 21-річна Віта одружилася з англійським дипломатом Гарольдом Ніколсоном. Ця домінуюча жінка і трохи жіночний чоловік — обоє були гомосексуальними, заводили позашлюбні стосунки, часто паралельно, що не руйнувало їх глибокої взаємної прихильності. У шлюбі Віта нарола двох синів, Найджела і Бенедикта.

### Романи з жінками
Віта Секвелл-Вест мала чимало стосунків з жінками, які сприймалися як скандальні. Серед її захоплень герцогиня Веллінгтон, поетеса Дороті Веллеслі, представниця лондонської богеми Мері Кемпбелл, перша завідувачка організацією інтерв'ю Бі-бі-сі Гільда Матесон, шотландська журналістка Евелін Айронс, англійська письменниця і драматургиня Крістабель Маршалл та інші.

#### Вайолет Трефусіс
11 листопада 1918 року закохані поїхали до Парижу. Там Секвелл-Вест замаскувалася під чоловіка Джуліана, щоб відкрито проявляти почуття до коханої.
15 березня 1919 року Секвелл-Вест погодилася поговорити з чоловіком. 16 червня 1919 року Вайолет одружилася з Денисом Трефусісом, в цей же вечір Секвелл-Вест позбавила її цноти в готелі. Весь медовий місяць Вайолет і чоловік жили роздільно. Невдовзі після повернення до Англії жінки задумуали нову втечу, до Монако. Але сім'ї Кеппілів і Секвілл-Вестів об'єдналися і розділили пару, прагнучи не допустити скандалу. До того часу Секвелл-Вест почала втрачати інтерес до коханої, дізнавшись, що та спить з чоловіком і не береже їй вірність.
Кожна з жінок відобразила пережиті почуття в романі: Секвелл-Вест написала «Виклик» (Challenge), а Трефусіс — «Англійський візерунок» (Broderie Anglaise).

#### Вірджинія Вулф
|                                                             | Я дійсно спала з нею (двічі), але це все. Тепер ти знаєш про це все, і, сподіваюся, я тебе не шокувала. |
| — Лист Секвелл-Вест про Вірджинію Вульф чоловікові Гарольду | |

Для Секвелл-Вест Вульф уособлювала жінку, а для Віти Вірджинія була образом письменниці, якою хотіла бути вона сама.

### Останні десятиліття
Під час Другої світової війни Віта Секвелл-Вест займалася адміністративним управлінням у «Жіночої землеробської армії», громадської організації Великої Британії для надання допомоги сільському господарству в період війни.
| Хронологія подій життя Віти Секвілл-Вест | Хронологія подій життя Віти Секвілл-Вест | Хронологія подій життя Віти Секвілл-Вест | Хронологія подій життя Віти Секвілл-Вест               | Хронологія подій життя Віти Секвілл-Вест | Хронологія подій життя Віти Секвілл-Вест                                                            | Хронологія подій життя Віти Секвілл-Вест | Хронологія подій життя Віти Секвілл-Вест  | Хронологія подій життя Віти Секвілл-Вест | Хронологія подій життя Віти Секвілл-Вест |
| рік                                      | вік                                      | Родина                                   | Родина                                                 | творчість, нагороди                      | творчість, нагороди                                                                                 | кохання                                  | кохання                                   | дім, мандрии                             | дім, мандрии                             |
| ---------------------------------------- | ---------------------------------------- | ---------------------------------------- | ------------------------------------------------------ | ---------------------------------------- | --------------------------------------------------------------------------------------------------- | ---------------------------------------- | ----------------------------------------- | ---------------------------------------- | ---------------------------------------- |
| 1892                                     | 0                                        |                                          | 9 березня, народилась                                  |                                          | |                                          |                                           |                                          | дитинство в Ноул-хаусі                   |
| 1904                                     | 12                                       |                                          |                                                        |                                          | |                                          | знайомство з Вайолет Трефусіс             |                                          |                                          |
| 1905                                     | 13                                       |                                          | 30 вересня, смерть діда, Вільяма Едварда Секвілл-Веста |                                          | |                                          |                                           |                                          |                                          |
| 1908                                     | 16                                       |                                          | 3 вересня, смерть діда, Лайонела Секвілл-Веста         |                                          | |                                          |                                           |                                          |                                          |
| 1913                                     | 21                                       |                                          | 1 жовтня, одруження з Гарольдом Ніколсоном             |                                          | |                                          |                                           |                                          |                                          |
| 1914                                     | 22                                       |                                          | 6 серпня, народження сина, Бенедикта                   |                                          | |                                          |                                           |                                          | переїзд до Лонг-Барн                     |
| 1915                                     | 22                                       |                                          | мертвонародження дитини                                |                                          | |                                          |                                           |                                          |                                          |
| 1917                                     | 24                                       |                                          | 19 січня, народження сина, Найджела                    |                                          | публікація «Вірші Сходу і Заходу»                                                                   |                                          |                                           |                                          |                                          |
| 1918                                     | 25                                       |                                          |                                                        |                                          | |                                          | початок роману з Вайолет Трефусіс         |                                          |                                          |
| 1919                                     | 26                                       |                                          |                                                        |                                          | публікація першого роману «Спадщина»                                                                |                                          |                                           |                                          |                                          |
| 1920                                     | 26                                       |                                          |                                                        |                                          | |                                          | втеча до Парижу з Вайолет Трефусіс        |                                          |                                          |
| 1925                                     | 33                                       |                                          |                                                        |                                          | |                                          | початок інтимної дружби з Вірджинією Вулф |                                          |                                          |
| 1926                                     | 33                                       |                                          |                                                        |                                          | публікація поеми «Земля»                                                                            |                                          | роман з Мері Кемпбелл                     |                                          | подорож до Тегерану                      |
| 1927                                     | 34                                       |                                          |                                                        |                                          | премія Готорндена (за поему «Земля»)                                                                |                                          |                                           |                                          | подорож до Тегерану                      |
| 1928                                     | 35                                       |                                          | смерть батька, Лайонела Едварда Секвілл-Веста          |                                          | |                                          |                                           |                                          |                                          |
| 1930                                     | 37                                       |                                          |                                                        |                                          | публікація роману «Едвардіанці»                                                                     |                                          | початок роману з Гільдою Матесон          |                                          | переїзд до Сиссінггерст                  |
| 1931                                     | 38                                       |                                          |                                                        |                                          | публікація роману «Всіх пристрастей минулих»                                                        |                                          |                                           |                                          |                                          |
| 1933                                     | 41                                       |                                          |                                                        |                                          | премія Готорндена (за збірку віршів)                                                                |                                          |                                           |                                          | подорож до Північної Америки             |
| 1934                                     | 42                                       |                                          |                                                        |                                          | |                                          |                                           |                                          | подорож до Італії                        |
| 1936                                     | 43                                       |                                          | 30 січня, смерть матері, Вікторії Джозеф Секвілл-Вест  |                                          | |                                          |                                           |                                          |                                          |
| 1937                                     | 45                                       |                                          |                                                        |                                          | публікація біографії «Пепіта»                                                                       |                                          |                                           |                                          | подорож до Алжиру                        |
| 1946                                     | 53                                       |                                          |                                                        |                                          | публікація поеми «Сад» та отримання за неї премії Гайнеманн. починає вести колонку в «The Observer» |                                          |                                           |                                          |                                          |
| 1948                                     | 55                                       |                                          |                                                        |                                          | нагородження Орденом Кавалерів Пошани                                                               |                                          |                                           |                                          |                                          |
| 1953                                     | 61                                       |                                          | одруження сина, Найджела                               |                                          | |                                          |                                           |                                          |                                          |
| 1955                                     | 63                                       |                                          | одруження сина, Бенедикта                              |                                          | нагородження медаллю Вітча                                                                          |                                          |                                           |                                          |                                          |
| 1956                                     | 63                                       |                                          | народження онуки, Ванесси                              |                                          | |                                          |                                           |                                          |                                          |
| 1957                                     | 65                                       |                                          | народження онука, Адама                                |                                          | |                                          |                                           |                                          |                                          |
| 1961                                     | 68                                       |                                          |                                                        |                                          | публікація останнього роману «В море віх не ставлять»                                               |                                          |                                           |                                          |                                          |
| 1962                                     | 70                                       |                                          | 2 червня, смерть                                       |                                          | |                                          |                                           |                                          |                                          |

## Літературна творчість
|                     | Я увійду до англійської літератури. Так чи інакше. |
| — Запис у щоденнику |                                                    |

Віта Секвілл-Вест є авторкою понад 40 книг, серед яких проза і поезія, подорожні нотатки і біографії, історичні твори та книги про садівництво. Прагнення, виражене у щоденниковому записі, вона здійснювала з притаманною їй енергією, хоча внутрішні сумніви щодо себе як авторки терзали її завжди.
Найбільш оціненим за життя виявився її внесок у поезію, нині незаслужено майже забуту. Байдужість до політики як до порожнього заняття, що не залишає сліду, робила її нездатною створювати соціально злободенні вірші. І хоча вірші «До ловчого» (To any M. F. H.) та «Виїзд з рушницею» (Out with a Gun), що виступають проти традицій англійського полювання, виражають її обурення існуванням кривавих видів спорту в світі, повному воєн, в цілому поетеса не бажала мати справи з політичними і соціальними реаліями. Поезія завжди була її найбільш інтимнішою творчістю, і саме поезія робила її по-справжньому щасливою. Але ставлення до власних поезій наповнювалося болісними переживаннями. Відсутність витонченості, зайва занудність, — вона вважала себе занадто старомодною. Про цю небезпеку попереджала її і Вірждинія Вулф, намагаючись підбадьорити подругу, але змінити себе Секвелл-Вест не могла.
|        | ...не сумніваюся, Спендер або Оден мої вірші за поезію не визнавали. |
| — Віта |                                                                      |

Але саме за поезію Секвелл-Вест отримала дві свої літературні премії. Її вірші друкувалися в журналах, які ще за життя входили у збірки авторів-модерністів. Тим болючішим виявився для неї удар, коли в 1950 році її виключили зі списку поетів «Співтовариства авторів», обраних для читання своїх творів королеві. З цього часу вона більше не писала віршів, двома трагедіями свого життя визнавши втрату Ноул-хауса і усвідомлення того, що вона не велика письменниця.
За життя Секвелл-Вест перевершувала Вірджинію Вульф за популярністю як письменниця. Однак згодом стало очевидним: вплив Вульф на літературу виявився набагато сильнішим. Так само як Франсес Конфорд і Рут Піттер, Секвелл-Вест вельми успішно друкувалася і мала гарну репутацію, але надалі її творчість вважалася надто похмурою. Її вірші мали значне поширення через газети, радіо, публічні виступи, що не рятувало їх від критики таких експерименталістів, як Едіт Сітвелл. Пов'язана як з провідними представниками консервативного літературного істеблішменту, так і з інтелектуалами Блумзбері, Секвілл-Вест цілком відповідала поняттю «георгіанки»: її вірші включалися до  антологію георгіанської поезії Едварда Марша, вона творила в період розквіту цього стилю (1910—1936), її творчості властиві як упорядкована стилістика, так і використання пасторальних мотивів.

### Поема «Земля»
Найвідоміша віршована праця Секвелл-Вест, ця поема була удостоєна премії Готорндена в 1926 році. Джеймс Рівз включив її в антологію поезії георгіанців у 1962 році. До січня 1927 року вона витримала третє видання. Визнання гідності даного твору, в той же час, одночасно могло розглядатися як приналежність до нудного консерватизму. Сама авторка усвідомлювала старомодність своєї праці, незважаючи на якість роботи.

### Поезія
Збірка «Вибрані вірші», удостоєна премії Готорндена в 1933 році, відбила внутрішню суперечливість Секвелл-Вест, властиву їй багато в чому. Ґрунтуючись на сюжеті, збірник можна розділити на п'ять частин: «В Англії» (In England), «За кордоном» (Abroad), «Люди» (People), «Бунт» (Insurrection), «Кохання» (Love). Однак цей умовний поділ стосується лише сюжету. «Сіссінгхерст», наповнений ностальгією, може розглядатися як вираз туги за втраченим «золотим віком». Але, швидше за все, враховуючи ту інтимність, з якою Секвелл-Вест ставилася до своєї поезії, вірш присвячено набагато більш особистому почуттю — втраті будинку її дитинства, Ноул-хауса, тугу за яким вона відчувала все життя. Покладаючи надії на Сіссінгхерст як на заміну Ноул-хауса, Секвелл-Вест закінчує вірш закликом відмовитися від туги за минулим. Але тон оповідання наповнений скорботою так само, як задоволенням.
Численні любовні романи Секвелл-Вест, в яких вона одночасно і виявляла себе, і вступала в контакт з почуттями іншої жінки, дали їй багатогранне бачення жіночої натури. Вірші, присвячені дослідженню свого внутрішнього світу, як і поетичні портрети жінок, належать до її найкращих творінь. У «Прощанні» (Valediction), що здається майже біографічним, йдеться про мінливості кохання, а «на Самоті» (Solitude) зачіпає інтимною відкритістю. Леонард Вульф як її видавець вважав «Самотність», що розкриває таємний світ її пристрастей, найкращим віршем Секвелл-Вест. Попри те, що в житті Секвелл-Вест дотримувалася феміністичних поглядів на незалежність в сексуальному житті і зовсім відкидала ригоризм гетеросексуальності, вона остерігалася носити ярлик «феміністки». В «Королівській доньці», «Вибраних поезіях» і «Самотності» дбайливе поводження з лесбійським суб'єктивним поглядом на життя поєднується зі стриманістю у вираженні себе, що перегукується і з тією інтуїтивною недовірою до людських пересудів, яку можна прослідкувати з її листування.
«Сон» (A Dream), натхненням для якого стало одне зі сновидінь, плекає самотність, якої вона й боялася, і бажала. Повсякденні турботи не мають влади над заспокоєнням у спогадах про старі часи. У «Прядильниці» (Spinster) саме рутина зіставлена з обмеженнями відокремленості. Бездонна прірва жіночої самотності виражена в образі шахової гри. Текстуальні і символьні плани вірша виражають примарність задоволення від заміни спілкуванням з фігурами на дошці радості справжньої людської близькості.

### Роман «Едвардіанці»
Роман «Едвардіанці» (Edwardians) є одним з найбільш відомих творів Віти Секвелл-Вест. Едвардіанець — англієць едвардіанської епохи, сучасник короля Едварда VII. У романі Віта спробувала відтворити світ свого дитинства і юності, закінчення яких збіглося зі вступом на престол Георга V.

### Життєписи
Віта Секвелл-Вест створила життєписи англійської письменниці-феміністки Афри Бен, англійського поета Ендрю Марвелла, Жанни д'Арк, католицьких святих, монахинь Терези Авільської і Терези з Лізьє, французької принцеси Анни де Монпансьє, а також життєпис своєї бабусі, іспанської танцюристки Хозефи Дюран на прізвисько Пепіта.
Біографія «Пепіта», присвячена значною мірою і матері, розкриває внутрішній світ самої Секвелл-Вест. Розглядаючи життя бабусі та матері на тлі історичних подій, Секвелл-Вест шукає відповіді про свою внутрішню двоїстість. Не створивши апології, вона, в той же час, робить спробу самоосмислення. Їй не довелося бачити Пепіту, і її образ, можливо, був проявом alter ego Секвелл-Вест, як і спробою вигнати «іспанських бісів» зі своєї душі. Розповіді ж матері, навпаки, ґрунтувалися на особистих спогадах, далеко не завжди безхмарних, що зумовило написання книги лише після смерті матері в 1936 році.

### Інші твори
Серед інших творів Віти Секвелл-Вест роман «Великий Каньйон» (Grand Canyon) 1942 року у жанрі альтернативної історії США, після того як Німеччина перемогла в європейській війні і Америка була віддана у її володіння. Роман відкинули кілька видавництв, перш ніж вийшов.
Останнім романом письменниці став «На море віх не ставлять» (No Signposts in the Sea) 1961 року. У ньому вона вперше відкрито говорить про лесбійські стосунки, розглядаючи долю однієї з героїнь роману Лорі. Раніше вона висвітлювала цю тему лише у віршах. У цьому романі вона найбільш близько наближається до того, щоб об'єднати, нарешті, в одне ціле свою суперечливу натуру. Однак синтезу своєї дуальності їй досягти так і не вдається.

## Образ у мистецтві
- «Сімейний портрет» (англ. Portrait of a Marriage) — мелодрама 1990 року режисера Стівена Віттекера за однойменною книгою Найджела Ніколсона, присвячена стомункам Секвелл-Вест з Вайолет Трефусіс.
- «Віта та Вірджинія» — вистава за п'єсою Айлін Еткінс, присвячена взаєминам Секвелл-Вест і Вірджинії Вулф.[45] Раніше Еткінс створила моновиставу «Своя кімната», у якій грала Вульф. Натхненна успіхом цієї роботи, вона створила п'єсу, засновану на переписці письменниць.[46] У театральній постановці цієї п'єси, прем'єра якої відбулася в 1992 році, її партнеркою стала Пенелопа Вілтон. У 1994 році в ролі Секвелл-Вест виступила Ванесса Редгрейв.[47] Вистава була удостоєна кількох театральних нагород і надалі ставилася неодноразово з участю різних акторок.[48][49][50][51]
- «Орландо» — роман Вірджинії Вулф, опублікований в 1928 році. Натхненний Секвелл-Вест, він є літературним втіленням Вульф еротичних почуттів до коханої, представляючи образ Секвелл-Вест в особі Орландо[52], що приймає то жіночий, то чоловічий образ, мандруючи крізь століття. Орландо, можливо, є найбільш точним відображенням складної і суперечливої натури Віти Секвелл-Вест.[24]
- «Орландо» — фільм 1992 року режисерки Саллі Поттер, екранізація роману Вульф. Роль Орландо виконала Тільда Свінтон.
- «Всіх минулих прістрастей» (англ. All Passion Spent) — мелодрама 1986 року режисера Мартіна Френда за однойменним романом Секвелл-Вест «All Passion Spent[en]».
- Композитор і виконавець Майкл Гоппе[en] присвятив Секвелл-Вест композицію «Rendezvous» з альбому 1996 року «The Yearning (Romances for Alto flute Vol. 1)».
- «Віта та Вірджинія» — британський фільм 2018 року про відносини Секвелл-Вест з Вірджинією Вулф.